# سفارة اليابان في إيران
سفارة اليابان في إيران هي أرفع تمثيل دبلوماسي لدولة اليابان لدى إيران. تقع السفارة في وهي تهدف لتعزيز المصالح اليابانية في إيران.

## وصلات خارجية
- قائمة سفارات اليابان
- قائمة السفارات في إيران